# Forte Forte Forte Show
Il "Forte Forte Forte Show" fu la terza tournée di Raffaella Carrà, effettuata dal 1976 al 1978. La regia e le coreografie furono curate Gino Landi, gli arrangiamenti da Paolo Ormi e i costumi da Corrado Colabucci.
Il nome dello spettacolo deriva dall'omonima canzone scritta da Cristiano Malgioglio, che diede il nome il nome anche all'album Forte Forte Forte da cui si basa lo show.
Solo in Italia fece 88 date durante l'estate del 1976 (di cui tre annullate per una faringite) iniziate il 9 giugno a Roma e concludersi il 10 ottobre all'Isola di Albarella e partire per l'estero.
Nel dicembre 1976 Raffaella girò diversi Caroselli per la Stock basati proprio su questo Show.
La tournée continuò in Europa concentrandosi soprattutto sulla Spagna (dove era in classifica con Fiesta), Germania (dove era in classifica con A far l'amore comincia tu), in Grecia debuttando a Salonicco al Alexandreio Melathron (dove vinse 3 dischi d'oro e incise una canzone in greco) e Turchia (dove Fiesta ebbe un buon riscontro). La prima tappa spagnola fu a Benidorm. Lo show approdò anche a Malta, dove tenne una serie di concerti al Teatru Astra vicino a Gozo.
Dopo il continuo successo, lo Show approderà anche in Unione Sovietica a Mosca, che mai prima di allora che il genere "leggero" andasse in Russia. Esibendosi infatti nei teatri che videro recitare Carla Fracci e Nureev.
Lo spettacolo ottenne un incredibile successo all’estero (oltre che in Italia), soprattutto in Turchia e in Grecia (dove Raffaella già vendeva 60.000 dischi per titolo), per entrambe le nazioni registrò a colori per le televisioni di stato uno spettacolo televisivo basato proprio sul Forte Forte Forte Show. Questo programma incrementò la popolarità della Carrà nelle due nazioni, aumentando ancora di più le vendite dei suoi dischi. In Turchia Raffaella tenne varie date soprattutto a Istanbul al Maksim (locale dove teneva spesso dei concerti anche in altre tournée) dove tenne anche una data in occasione della notte di Capodanno del 1977.
La tournée poi continuò e andò oltre oceano dove terminò in Canada dove la cantante tenne dei concerti a Toronto.

## Scaletta
- E Mi Sento Bene (intro)
- A Far L'Amore Comincia Tu
- Bobo Step
- Balletto Ballerini
- Male
- 0303456
- Parlato Raffaella
- E Mia Madre
- Voglia Di Tornare
- Carrà Carrà
- Forte Forte Forte
- Fantasia Brodway:
- There's No Business Like Show Business
- Hello Dolly
- I Could Have Danced All Night
- The Rain in Spain
- I Could Have Danced All Night (finale)
- Oh, What A Beautiful Mornin’
- The Surrey With The Fringe On Top
- Oklahoma
- Suzy
- You Are My Lucky Star
- Balletto
- America
- Aquarius
- Let The Sunshine
- Day By Day
- Jesus Christ Superstar
- Can Can (balletto)
- introduzione finale
- Parlato Raffaella
- Ringraziamenti
- Rumore

## Ballerini
- Enzo Paolo Turchi
- Alberto Uzan
- Leonardo Forte
- Alberto Ambrosio
- Joel Galietti
- Silvano Scarpa
- Giorgio De Bertoli
- Claudio Vacca

## Troupe
- Coreografie: Gino Landi
- Costumi: Corrado Colabucci
- Scenografie: Zitkowsky
- Arrangiamenti: Paolo Ormi
- Sound Equipment: Willy Davoli
- Realizzazione luci: Pepi Morgia
- Effetti scenici: Tonino Ranucci
- Assistente alla coreografie: Enzo Paolo Turchi
- Assistente ai costumi: Fiamma Bedendo e Giuseppe Crisoli
- Assistente alle scene: Nico Calia
- Assistente agli effetti scenici: Leopoldo Marioni
- Sarta: Agnese Musio
- Ufficio stampa: Gastone Razzi
- Costumi realizzati da G.P. 11

Una produzione della "International Musica Incontro" di Tony Ruggero.